# Plectrocnemia anaktiga
Plectrocnemia anaktiga är en nattsländeart som beskrevs av Malicky 1995. Plectrocnemia anaktiga ingår i släktet Plectrocnemia och familjen fångstnätnattsländor. Inga underarter finns listade i Catalogue of Life.